# 喜來登酒店
喜來登酒店與度假村集團（英語：Sheraton Hotels and Resorts）是萬豪國際旗下的連鎖旅館。喜來登的酒店型態有許多種，從一般的商業旅館到大型度假村都有；喜來登品牌一直企圖維持高品質形象，在世界上的喜來登酒店有超過一半被當地機關評選為五星級酒店。喜來登品牌還有一個副牌叫做福朋喜來登（Four Points by Sheraton）。喜來登酒店據點分部極廣，透過直營與加盟授權方式，遍佈五大洲，從香港到斯里蘭卡到埃及及辛巴威等國都可見其旅館。

## 歷史
今日的喜來登品牌是在1937年出現的，當時兩位企業家Ernest Henderson以及Robert Moore在麻薩諸塞州成立了第一家喜來登酒店。

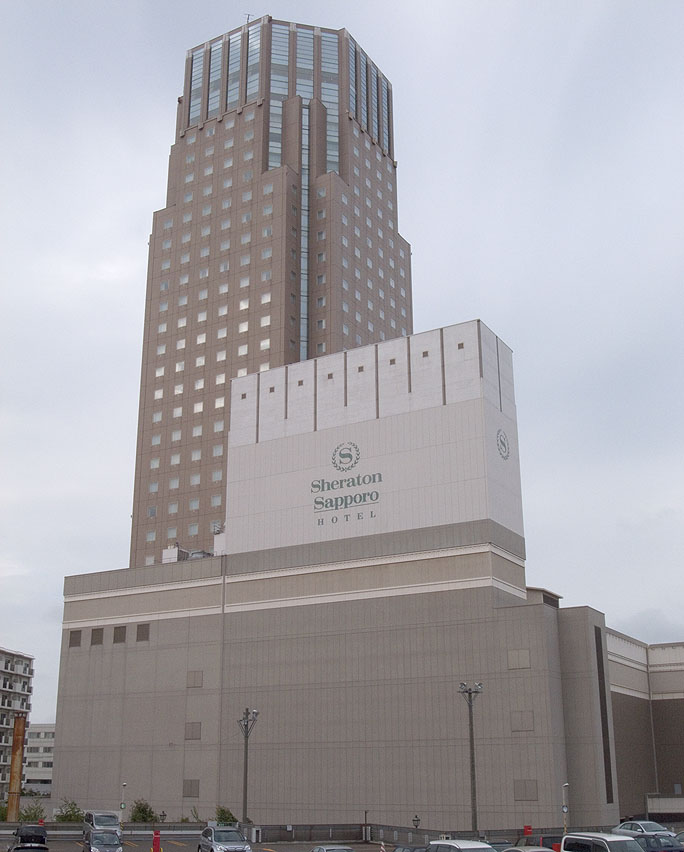
日本札幌店

喜來登品牌在成立之後便加速對其他美國境內的旅館的收購，其足跡遍及緬因州到佛羅里達州。在1945年喜來登成為第一家在紐約證券交易所掛牌上市的連鎖酒店集團。不過它們的競爭對手希爾頓酒店卻辯稱不是喜來登第一，他們才是第一個掛牌的公司。
喜來登在1949年正式向國際市場進軍，公司買進了加拿大兩間連鎖酒店集團，使得營運規模大舉擴張。在1960年代喜來登在南美洲及中東開設了旅館第一間，在1965年第100家喜來登旅館開幕。1968年跨國企業集團ITT公司入主喜來登，之後喜來登的全名改作ITT喜來登。
1995年福朋喜來登品牌成立，喜來登希望以合理的價格提供全方位的服務。1998年喜來登酒店品牌被全球最大酒店集團喜達屋收購，喜達屋旗下有許多大型連鎖酒店品牌包括「威斯汀」（Westin）、「瑞吉」（St. Regis）、「美麗殿／艾美」（Le Méridien）、「W」以及「豪華精选」（The Luxury Collection）。
在2006年4月，喜來登投入2億美元執行一項叫「我們歸屬」的品牌營造計畫，它們以「歸屬」作為品牌的標語。喜來登在2006年中期對自己的官方網站做了改版，顧客可以將自己的故事和照片放上喜來登的網站，USA Today稱那是一項有創意的設計。

## 世界最大的喜來登
現時世界最大的喜來登為澳門喜來登酒店，該酒店共有4,001間客房。

## 喜來登在台灣

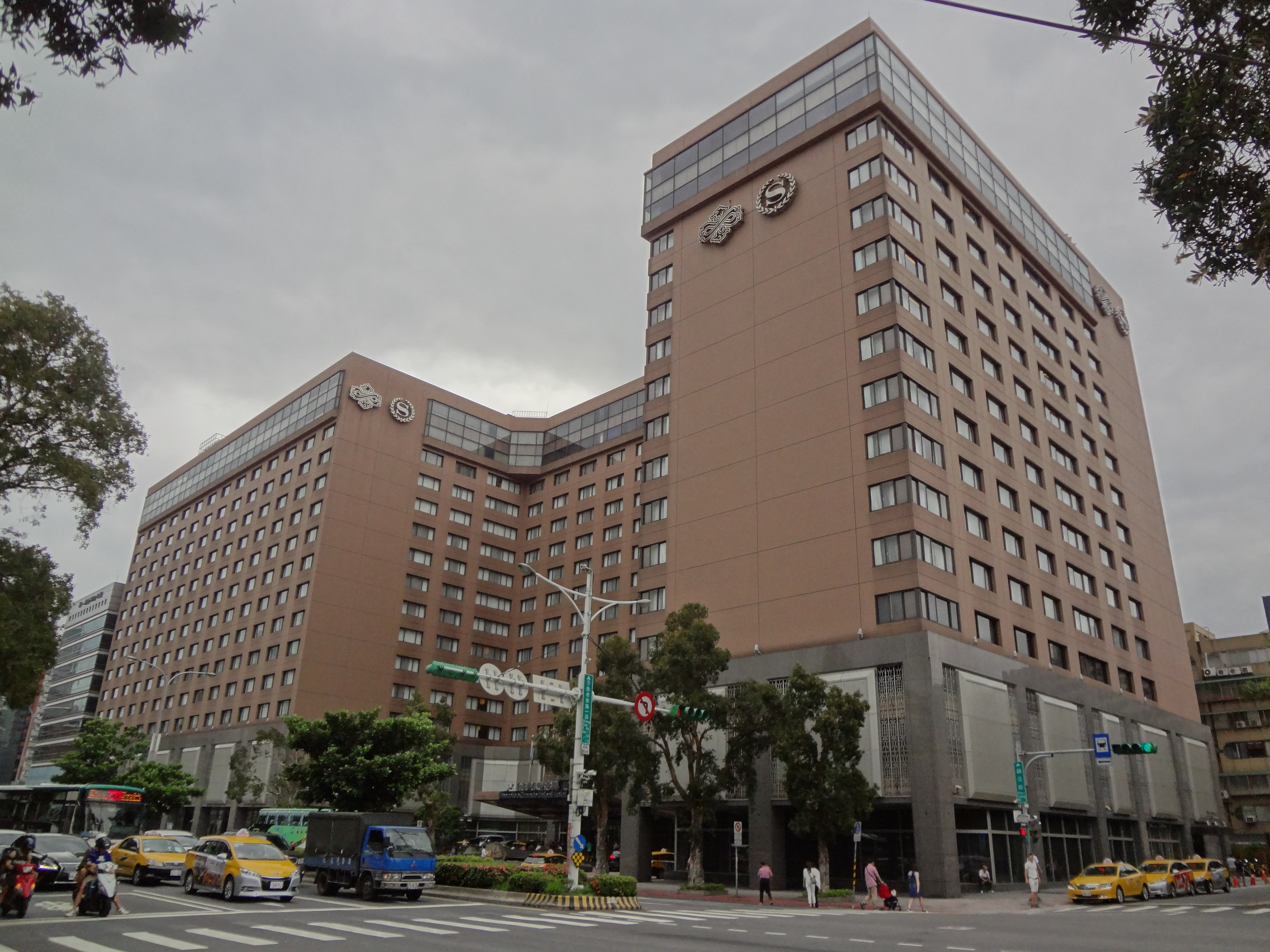
台北喜來登大飯店

喜來登在台灣所經營模式為品牌加盟方式，由台灣企業投資與喜來登集團經營管理合作，主要經營權為台灣企業，據點有台北市、桃園市、新竹縣竹北市和台東縣台東市。台北市（寒舍餐旅管理顧問股份有限公司）的「台北喜來登大飯店」位在台北市忠孝東路一段，1981年3月24日以「來來香格里拉大飯店」（台北來來大飯店）之名開幕，鄰近台北市中心以及台北車站。另外包括桃園市（桃禧飯店集團）的「桃園喜來登酒店」、新竹縣竹北市（豐邑建設股份有限公司）的「新竹喜來登大飯店」、台東縣台東市（桂田璽悅酒店股份有限公司）的「台東桂田喜來登酒店」。
- 台北喜來登大飯店（交通部觀光局評為五星級飯店）：臺北市中正區忠孝東路1段12號
- 桃園喜來登酒店（交通部觀光局評為五星級飯店）：桃園市大園區大觀路777號
- 新竹豐邑喜來登大飯店（交通部觀光局評為五星級飯店）：新竹縣竹北市光明六路東1段265號
- 台東桂田喜來登酒店（交通部觀光局評為五星級飯店）：台東縣台東市正氣路316號

## 喜來登在中國大陆，香港与澳门
喜來登在中國大陆的物业数量相當可觀，于全国各地的数十所城市均有分布。中国大陆的第一间喜来登为位于北京的长城喜來登酒店（2017年摘牌），由1985年引入喜来登品牌管理。其后的三十余年间，喜来登品牌在中国大陆的许多城市开设了五星级酒店与度假村。其中不仅包括上海，广州、深圳等一线城市，在大庆、镇江、锦州与滁州等新兴城市亦有分布。2013年，汕头龙光喜来登的开业标志着亚太地区第100间喜来登正式落成。
喜來登在香港的據點有两家。香港喜來登酒店于1974年开业，位在尖沙咀的精華區，半島酒店之隔壁。2020年末，位于东涌新市镇的香港东涌世茂喜来登酒店及東涌福朋喜來登酒店开业，其中東涌福朋喜來登酒店為檢疫酒店。2012年，多达4,000间客房的澳門喜來登大酒店开业，是全球客房数目最多的喜来登酒店。

### 衛生問題
2018年11月14日，央視发布了一段名为《杯子的秘密》的影片，影片由一位微博用户拍摄，内容为秘密臥底檢查中國大陸外资高端酒店的客房卫生打扫情况，并发现大量卫生乱象。被曝光的14間酒店，均發現客房清洁員使用同一块脏抹布、顾客用过的脏浴巾等擦拭洗漱杯、马桶、洗手台、浴室玻璃等严重违规行为。
而在被曝光的14間酒店中，贵阳喜来登贵航酒店和南昌喜来登酒店赫然在列。11月15日下午，贵阳喜来登贵航酒店通过官方微博发布声明，称影片内容无法代表酒店日常的营运和服务标准，并承诺对员工进行再培训，声明末尾的致歉表述为“对于因此给广大会员及宾客带来的困扰，我们深表歉意”。同日，南昌喜来登酒店通过官方微博发布声明，同样称视频内容无法代表日常的营运和服务标准，对部分员工未能遵守标准进行清洁致歉，声明的最后，酒店表示“对于因此给宾客带来的困扰，我们深表歉意。”另文化和旅游部已經对被曝光的饭店展開調查。

## 喜來登在北美
喜來登在北美（美國與加拿大）有著上百家的分店，遍布各州各省。例如，在紐約就有八家.

## 據點分布

### 亞太地區
- 日本
- 南韓
- 台灣
- 新加坡
- 中國大陸
- 香港 - 香港喜來登酒店 / 東涌世茂喜來登酒店 / 東涌福朋喜來登酒店
- 澳門 - 澳門喜來登酒店
- 澳大利亞
- 泰國
- 印尼
- 馬來西亞
- 汶萊
- 斐濟
- 越南
- 法屬波里尼西亞
- 印度

### 北美洲
- 美國
- 加拿大
- 巴哈馬
- 墨西哥

### 南美洲
- 阿根廷
- 巴西
- 智利
- 薩爾瓦多
- 巴拉圭
- 祕魯
- 烏拉圭

### 歐洲
- 阿爾巴尼亞
- 奧地利
- 比利時
- 克羅埃西亞
- 法國
- 喬治亞
- 德國
- 愛爾蘭
- 義大利
- 盧森堡
- 荷蘭
- 波蘭
- 葡萄牙
- 俄羅斯
- 西班牙
- 瑞士
- 瑞典
- 英國

### 非洲
- 幾內亞（页面存档备份，存于）
- 阿爾吉利亞
- 埃及
- 吉布地
- 摩洛哥
- 奈及利亞
- 南非
- 突尼西亞
- 烏干達

### 中東
- 巴林
- 以色列
- 約旦
- 黎巴嫩
- 阿曼
- 巴基斯坦
- 卡達
- 沙烏地阿拉伯
- 敘利亞
- 土耳其
- 阿聯酋
- 葉門

## 外部連結
- Sheraton Hotels & Resorts的Facebook專頁（英文）
- YouTube上的Sheraton Hotels & Resorts頻道（英文）
- Sheraton的Instagram帳戶（英文）
- Sheraton的X（前Twitter）（英文）
- Sheraton的新浪微博（简体中文）